# Anatoli Vitushkin
Anatoli Georgievich Vitushkin (em russo:  Анато́лий Гео́ргиевич Виту́шкин; Moscou, 25 de junho de 1931 – Moscou, 9 de maio de 2004) foi um matemático soviético, conhecido por seu trabalho sobre análise matemática e capacidade analítica.
O matemático também era conhecido por ser cego.

## Carreira
Vitushkin ingressou na Universidade Estatal de Moscou em 1949, depois de formar–se na Tura Suvorov Military School, onde ensinava–se matemática como parte de uma educação mais ampla para oficiais em potencial.
O matemático graduou–se em 1954 e doutorou–se em 1958, com orientação de Andrei Kolmogorov e participação no círculo de Alexander Kronrod. Por muitos anos, foi membro do conselho editorial da publicação russa Mathematical Notes. Em 1965, começou a  trabalhar no Instituto de Matemática Steklov.